# 土藤
土藤（学名：Calamus beccarii）为棕榈科省藤属下的一个种。

## 扩展阅读
- 維基物種上的相關：土藤